# 続史愚抄
続史愚抄（ぞくしぐしょう）は、江戸時代後期に権大納言柳原紀光によって記された編年体歴史書。全81冊。亀山天皇が譲位を受けた正元元年（1259年）から、後桃園天皇が崩御した安永8年（1779年）までの33代521年間を記す。体裁としては、六国史及び『百錬抄』を継承する形となっているが、構想としてはそこから遡って六国史最後の『日本三代実録』の巻末にあたる仁和3年（887年）とつなげる意図を有していたことは紀光自身の自序に記され、また朱雀天皇・三条天皇の時代を記した草稿も現存している。
父・柳原光綱は六国史以後、正史が完成しなかったことを嘆いてその続編を編纂することを意図していたが果たせずに死去、紀光はその遺志を継ぐ形で安永6年（1777年）から執筆を始めた。ところが、天明8年（1789年）になって突如勅勘解官処分を受け、その後許されたものの以後は出仕せずに歴史書の編纂に務めた。寛政5年（1793年）には中清書本が成立、寛政10年（1798年）に清書本81冊が完成した。その後、清書本の校訂・浄書最中の寛政12年（1800年）に紀光が急死したために完成には至らなかった。
漢文の編年体形式を採用し、天皇1代ごとに在位期間中にあった出来事を年月日順に掲載している。天皇の動静や朝儀公事、摂関大臣の人事や社寺・災害など公家社会を中心として幅広い分野に関して記されている。記載内容は簡潔であるが、依拠史料を注記しており、必要に応じて按文とその考拠を明らかにするなど、その史料としての評価は高い。また、南北朝時代については、柳原家が仕えていた北朝正統論に基づいて記されている。
紀光自身の自筆清書本は火災によって失われたものの、その転写本が宮内庁書陵部・内閣文庫に伝えられている他、焼失前に『国史大系』の底本としても用いられている。また、紀光自筆のものとしては中清書本が全部（正親町天皇以前29冊は岩瀬文庫、後陽成天皇以後19冊は宮内庁書陵部）に残されている他、岩瀬文庫には東山天皇までの草稿本28冊と後花園天皇までの未完の最終浄書本46冊が現存している（これは柳原家の旧蔵文書が同文庫に保管されていることによる）。